# 회상요법
회상요법 ( Reminiscence therapy )은 노인들을 상담하거나 보조할 때 사용되며, 뇌가 다친 환자들이나, 알츠하이머병 등의 병을 가진 자들에게 도입되는 치료방법이다. 
이것은 심리학적인 건강을 증진시키기 위해 도입되었으며, 각 개인의 삶과 경험을 기억하여 환자가 보다 더 좋은 정신건강을 갖기 위한 방법으로 도입되었다.  
특히, 우울증을 가진 노인에게 효과적인 것으로 나타났다.  
마음챙김은 회상요법의 기본으로 엘렌 랭거에 의해 개발되었다.  기억을 되살릴 때 잘했다고 보상을 해 주면, 더 기억을 잘하게 된다는 것이다.  또한 식물을 관리하는 것이 정신과 육체 건강에 좋다는 연구결과도 엘렌 랭거에 의해 발견되었다.      

## 같이 보기
- 기억
- 회상